# Ornithoctoninae
De Ornithoctoninae of aardtijgerspinnen zijn een onderfamilie van de vogelspinnen. Ze komen voornamelijk in Azië voor.

## Taxonomie

### GenusCitharognathus
- Citharognathus hosei
- Citharognathus tongmianensis

### GenusCyriopagopus
- Cyriopagopus dromeus
- Cyriopagopus paganus
- Cyriopagopus schioedtei
- Cyriopagopus thorelli

### GenusHaplopelma
- Haplopelma albostriatum
- Haplopelma chrysothrix
- Haplopelma costale
- Haplopelma doriae
- Haplopelma hainanum
- Haplopelma huwenum
- Haplopelma lividum
- Haplopelma longipes
- Haplopelma minax
- Haplopelma robustum
- Haplopelma salangense
- Haplopelma schmidti
- Haplopelma vonwirthi

### GenusLampropelma
- Lampropelma nigerrimum
- Lampropelma violaceopes

### GenusOrnithoctonus
- Ornithoctonus andersoni
- Ornithoctonus aureotibialis
- Ornithoctonus costalis

### GenusPhormingochilus
- Phormingochilus everetti
- Phormingochilus fuchsi
- Phormingochilus tigrinus